# Richard Amsel
Richard Amsel (* 4. Dezember 1947 in Philadelphia, Pennsylvania; † 17. November 1985 in New York City, New York) war ein US-amerikanischer Illustrator und Grafikdesigner.

## Leben
Amsel studierte am Philadelphia College of Art. Als 20th Century Fox einen Poster-Wettbewerb für den Film Hello, Dolly! auslobte, gewann Amsel mit seinem Entwurf, der das offizielle Filmposter wurde.
Später ließ er sich in New York City nieder, wo er unter anderem Barry Manilow kennenlernte, der sie Bette Midler vorstellte. Amsel schuf das Schallplattencover für Middlers Debütalbum The Divine Miss M. Auch für Midlers zweites Album Bette Midler schuf Amsel das Cover. Es folgten weitere Arbeiten für Musiker wie Eddy Arnold und Kenny Rogers.
Ab 1972 war Amsel auch für die Fernsehzeitschrift TV Guide tätig, für die er in den folgenden 13 Jahren insgesamt 37 Coverbilder designte.
Populär wurden vor allem Amsels Filmposter für Filme wie Die letzte Vorstellung, Das war Roy Bean, Der Clou, Papillon, McCabe & Mrs. Miller, Mord im Orient-Expreß, Chinatown, Nashville, Der letzte Scharfschütze, Julia, Der letzte Tycoon, Der Champ oder Muppet Movie.
Eine seiner bekanntesten Arbeiten wurde das Poster für den Indiana-Jones-Film Jäger des verlorenen Schatzes aus dem Jahr 1981. Im Sommer 1985 zog Amsel nach Los Angeles um. Sein letztes Filmposter entstand für den Film Mad Max – Jenseits der Donnerkuppel.
Im November 1985 starb Amsel an den Folgen von AIDS im Alter von 37 Jahren.